# Radosław Kawęcki
Radosław Kawęcki, född 16 augusti 1991, är en polsk simmare.

## Karriär
Kawęcki tävlade i två grenar för Polen vid olympiska sommarspelen 2012 i London. Han slutade på delad fjärde plats med kinesiske Zhang Fenglin på 200 meter ryggsim och var en del av Polens lag som blev utslagna i försöksheatet på 4x100 meter medley.
Vid olympiska sommarspelen 2016 i Rio de Janeiro tävlade Kawęcki i tre grenar. Han blev utslagen i försöksheatet på både 100 och 200 meter ryggsim. Kawęcki var även en del av Polens lag som blev utslagna i försöksheatet på 4x100 meter medley. Vid olympiska sommarspelen 2020 i Tokyo tog Kawęcki sig till final och slutade på 6:e plats på 200 meter ryggsim. Han var även en del av Polens lag som slutade på 15:e plats på 4×200 meter frisim.
I november 2021 vid kortbane-EM i Kazan tog Kawęcki guld på 200 meter ryggsim. I december 2021 vid kortbane-VM i Abu Dhabi tog Kawęcki guld på 200 meter ryggsim.